# Acanthotoca
Acanthotoca là một chi bướm đêm thuộc họ Geometridae.

## Các loài
- Acanthotoca graefi (Hulst, 1896)